# Bert Schroer
Bert Schroer (* 10. November 1933 in Gelsenkirchen) ist ein deutscher mathematischer Physiker, der sich mit algebraischer Quantenfeldtheorie beschäftigt.

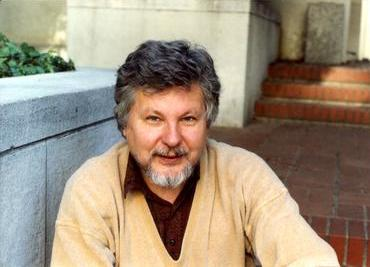
Bert Schroer

## Leben und Werk
Schroer studierte ab 1953 Physik an der Universität Hamburg, an der er 1958 sein Diplom machte und 1963 bei Harry Lehmann promoviert wurde (Theorie der Infrateilchen, erschienen 1963 in Fortschritte der Physik. Band 11). 1959 bis 1961 war er Research Associate an der University of Illinois und 1963/64 am Institute for Advanced Study in Princeton. 1964 wurde er Associate Professor an der University of Pittsburgh, bevor er 1970 Professor an der FU Berlin wurde. 1999 emeritierte er dort. Er war unter anderem Gastwissenschaftler am CERN (1976/77, 1985/86 als Gastprofessor), an der University of California, Berkeley (1992), in São Paulo (1972/73) und Rio de Janeiro, wo er 1979/80 an der Päpstlichen Katholischen Universität (PUC) arbeitete und seit 1999 Gastprofessor am Brasilianischen Zentrum für physikalische Forschung CBPF (Centro Brasileiro de Pesquisas Fisicas) ist.
Schroer befasste sich mit mathematischer Quantenfeldtheorie innerhalb des „Local Quantum Physics“-Zugangs der Haag-Schule über Operatoralgebren. Ab den 1990er Jahren wandte er sie auch zum Beispiel an, um Verbindungen zum Holografischen Prinzip (AdS-CFT-Korrespondenz, von dem eine Version 1999 von Karl-Henning Rehren in der algebraischen Quantenfeldtheorie bewiesen wurde), eine Entropie-Flächen-Formel analog der Bekenstein-Formel der Entropie schwarzer Löcher und zu Kandidaten für Dunkle Materie zu schlagen, und konstruierte damit Quantenfeldtheorien mit Teilchen, die Anyonen-Statistik (entsprechend Darstellungen der Zopfgruppe) in vier Dimensionen gehorchen.
Schroer ist auch als Kritiker der Stringtheorie und ihrer Vertreter hervorgetreten.
In Brasilien arbeitete er unter anderem mit Jorge A. Swieca.

## Schriften
- QFT at the Turn of the Century: old principles with new concepts, an essay on local quantum physics, 1998. In: Journal of Mathematical Physics. Centennial Issue, 2000
- Modular Localization and Nonperturbative Local Quantum Physics. Course Notes, Rio de Janeiro 1998, arxiv:hep-th/9805093
- Reminiscences about Many Pitfalls and Some Successes of QFT Within the Last Three Decades. 1994, arxiv:hep-th/9410085
- Local Quantum Theory beyond Quantization. In: Doebner u. a. (Hrsg.): Trends in Quantum Mechanics. World Scientific, 2000, arxiv:hep-th/9912008